# Madison (Florida)
Madison è una città degli Stati Uniti d'America situata in Florida, nella Contea di Madison, della quale è il capoluogo.